# Бенжамен Нікола Марі Аппер
Бенжаме́н Нікола́ Марі́ Аппе́р (фр. Benjamin Nicolas Marie Appert; 10 вересня 1797  — 1847) — відомий французький філантроп, письменник і публіцист.

## Біографія
Бенжамен Нікола Марі Аппер народився в Парижі 10 вересня 1797 року.
Аппер здобув освіту в Імператорському художньому училищі. Починаючи з 1816 року, Аппер присвятив себе запровадженню методів взаємного навчання; перші спроби він зробив у Північному департаменті, потім, дуже успішно, — при лікарняних та полкових школах.
У 1818 році Аппера викликали в Париж і доручили влаштувати «Нормальну школу для офіцерів і унтер-офіцерів». У 1820 році він улаштував школу у військовій тюрмі в Монтегю і викладав у ній безплатно до 1822 року, коли його звинуватили в сприянні втечі двох в'язнів, що раніше фігурували у процесі Сомюра. За вироком суду, Бенжамена Нікола Марі Аппера посадили у тюрму Ла-Форс.
Після звільнення у 1825 році Бенжамен Нікола Марі Аппер вирушив подорожувати Францією, щоб із благодійною метою оглянути в'язниці, школи та інші установи. У цей час він заснував «Journal des prisons», (1826—1830).
У 1846 році Аппер покинув Францію. Спочатку він оглядав тюрми Бельгії, а в 1847 році — Пруссії. Після Лютневої революції у Франції він з тою ж метою відвідав Саксонію, Баварію та Австрію. Про свої спостереження Аппер написав і опублікував ряд праць. У своїх творах він виступав з різкою критикою утримання в'язнів в одиночних камерах.
Помер Бенжамен Нікола Марі Аппер у 1847 році.